# Кристоф Гессенский
Кристоф Эрнст Август Гессенский (14 мая 1901, Франкфурт-на-Майне — 7 октября 1943, Апеннинские горы, окрестности Форли) — принц из Гессенского дома, офицер СС.

## Биография

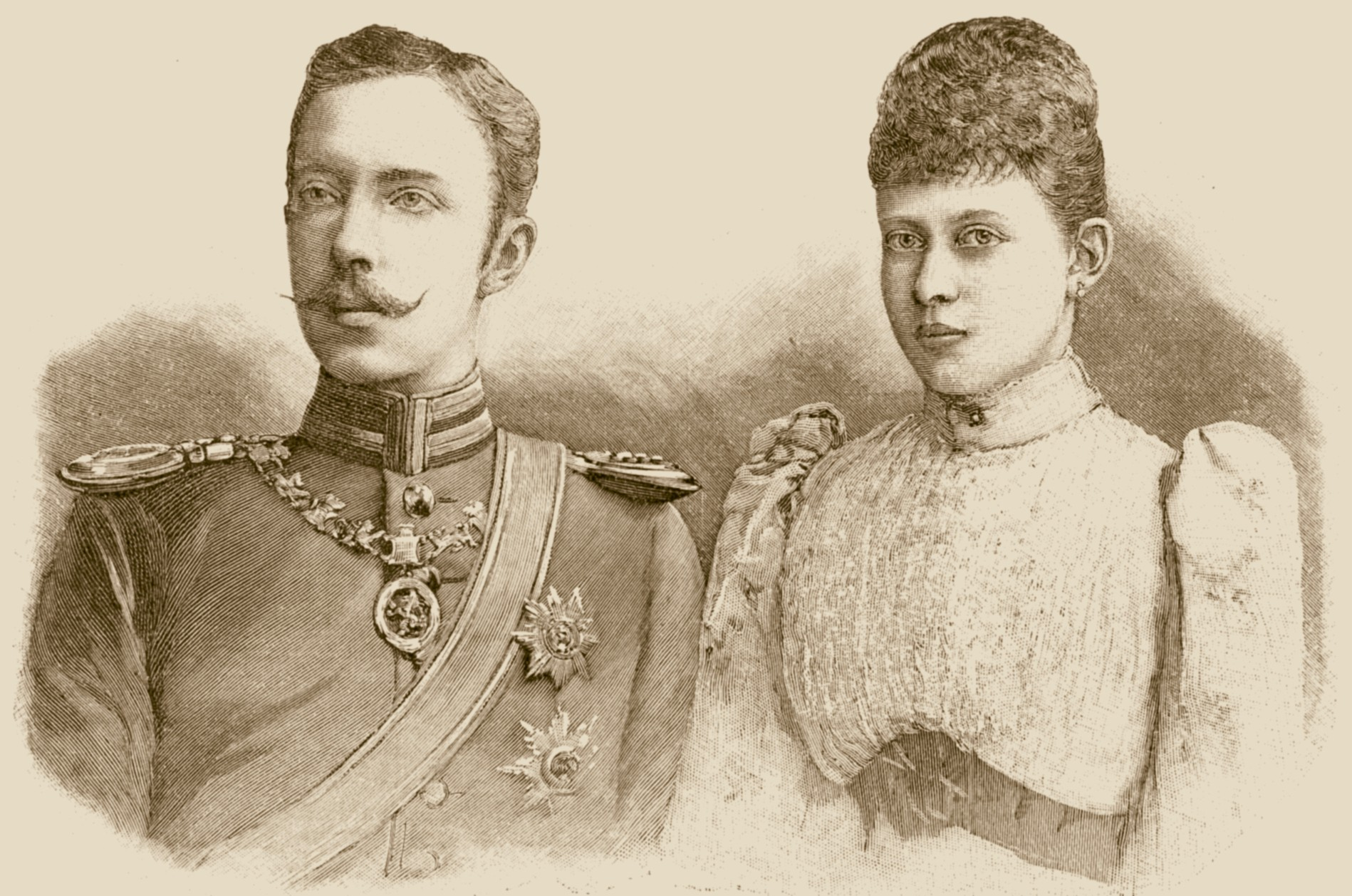
Фридрих Карл Гессен-Кассельский и Маргарита Прусская, родители Кристофа

Родился во Франкфурте-на-Майне. Шестой сын принца Фридриха Карла Гессен-Кассельского, короля Финляндии (1918) и главы Гессенского дома (1925—1940), и принцессы Маргариты Прусской. Кристоф был младшим братом-близнецом принца Рихарда Гессенского (1901—1969). Его дядей по материнской линии был последний германский император Вильгельм II. Правнук королевы Великобритании Виктории и принца Альберта Саксен-Кобург-Готского через их старшую дочь Викторию, жену германского императора Фридриха III.

## Карьера
Член НСДАП, оберфюрер СС и руководитель Форшунгсамта (Forschungsamt, буквально: научно-исследовательский институт) люфтваффе.
Лейтенант (октябрь 1939), обер-лейтенант (1 мая 1940), капитан (1 сентября 1940) и майор (апрель (1943).
7 октября 1943 года Кристоф Гессенский погиб в авиакатастрофе во время военных действий в Апеннинских горах в окрестностях Форли в Италии. Его тело было найдено два дня спустя.

## Семья и дети
15 декабря 1930 года в Кронберге женился на принцессе Софии Греческой и Датской (1914—2001), младшей дочери принца Андрея Греческого и Алисы Баттенберг, сестры Филиппа, герцога Эдинбургского. Супруги имели пять детей:
- Кристина Маргарита Гессенская (10 января 1933 — 22 ноября 2011), 1-й муж с 1956 года (развод в 1962) принц Андрей Югославский (1929—1990), 2-й муж с 1962 года (развод в 1986) Роберт Флорис Ван Эйк (1916—1991), английский поэт и художник
- Доротея Шарлотта Карина Гессенская (24 июля 1934 — 29 мая 2002), вышла замуж в 1959 году за принца Фридриха цу Виндиш-Грец (1917—2002).
- Карл Адольф Гессенский (24 марта 1937 — 23 марта 2022), женат с 1966 года на графине Ивонн Сапари (род. 1944)
- Райнер Кристофер Фридрих Гессенский (род. 18 ноября 1939), немецкий историк, не женат
- Кларисса Алиса Гессенская (род. 6 февраля 1944), муж с 1971 года (развод в 1976) Жан-Клод Дерен (род. 1948).